# Esquay-sur-Seulles

Esquay-sur-Seulles este o comună în departamentul Calvados, Franța. În 2009 avea o populație de 347 de locuitori.